# Live at the El Mocambo (album d'Elvis Costello)
Pour les articles homonymes, voir Live at the El Mocambo.
Albums de Elvis Costello
This Year's Model
(1978) Armed Forces
(1979)
Live at the El Mocambo est un album live d'Elvis Costello and the Attractions sorti le 12 octobre 1993. Enregistré en 1978 et uniquement sorti en tant qu'album promotionnel au Canada la même année, il circula longtemps sous forme de bootleg. Il devint à nouveau légalement disponible en 1993, soit en achetant l'intégrale du coffret 2½ Years, soit en achetant les trois premiers CD et en passant commande auprès de Rykodisc, en échange de bons d'achat inclus dans l'emballage des CD.

## Liste des pistes
| No  | Titre                            | Auteur         | Durée |
| --- | -------------------------------- | -------------- | ----- |
| 1.  | Mystery Dance                    | Elvis Costello | 2:19  |
| 2.  | Waiting for the End of the World | Costello       | 3:52  |
| 3.  | Welcome to the Working Week      | Costello       | 1:19  |
| 4.  | Less Than Zero                   | Costello       | 4:08  |
| 5.  | The Beat                         | Costello       | 3:33  |
| 6.  | Lip Service                      | Costello       | 2:26  |
| 7.  | (I Don't Want to Go to) Chelsea  | Costello       | 3:56  |
| 8.  | Little Triggers                  | Costello       | 2:47  |
| 9.  | Radio Radio                      | Costello       | 2:33  |
| 10. | Lipstick Vogue                   | Costello       | 4:46  |
| 11. | Watching the Detectives          | Costello       | 5:48  |
| 12. | Miracle Man/Band Introduction    | Costello       | 4:07  |
| 13. | You Belong to Me                 | Costello       | 2:32  |
| 14. | Pump It Up                       | Costello       | 4:42  |

## Personnel
- Elvis Costello - Guitare rythmique; Chant
- Steve Nieve - Claviers
- Bruce Thomas - Guitare basse
- Pete Thomas - Batterie